# Hortus Regius Botanicus Berolinensis
Hortus Regius Botanicus Berolinensis (abreviado Hort. Berol.) es un libro con ilustraciones y descripciones botánicas que fue escrito por el médico, botánico, pteridólogo micólogo y naturalista alemán Heinrich Friedrich Link. Fue publicado en Berlín en dos volúmenes en los años 1827-1833.